# Metastelma tubatum
Metastelma tubatum är en oleanderväxtart som beskrevs av August Heinrich Rudolf Grisebach. Metastelma tubatum ingår i släktet Metastelma och familjen oleanderväxter. Inga underarter finns listade i Catalogue of Life.